# Mønster (dæk)
 For alternative betydninger, se Mønster (flertydig). (Se også artikler, som begynder med Mønster)
Et dækmønster eller mønster er en integreret del af slidbanen på et dæk, den del som kommer i kontakt med overfladen af en vej, mark eller lignende. Især i vådt føre eller mudder giver mønster langt bedre vejgreb og dermed bedre traktion. Mønsteret dræner vand og mudder væk mellem dæk og underlaget. Hvis mønsteret ikke dræner fluidet hurtigt nok væk, akvaplaner dækkene og dermed køretøjet. I tørt føre har man bedre vejgreb uden mønster (fx slickdæk).
Slidbanen/ mønsteret består af en speciel gummiblanding, som er udviklet til at give dækket forskellige egenskaber, blandt andet stor friktionsevne, evne til at bevæge sig optimalt på tør, våd eller glat vej samt har stor slidstyrke.
Mønsterets udseende er karakteristiske geometriske former der kan bestå af  riller, kanaler, forhøjninger, huller og andet.

## Regler for bildæk
Person- og varevognsdæk på køretøjer med en tilladt totalvægt på højst 3.500 kg. skal i Danmark have mindst 1,6 mm mønsterdybde for at være lovlige (i henhold til BEK nr. 9316 af 03/03/2006, punkt 8.02.002).
Denne mønsterdybde skal være til stede på de midterste 3/4 af trædefladen. Dvs. at den yderste ottendedel i hver side af dækket ikke er indbefattet. 

## Kontrol af bildæk
Flere dæktyper er forsynet med slidindikatorer (små forhøjninger i kanalerne på dækket).
Ved synlighed af den indbyggede slidindikator er den lovlige 1,6 mm mønsterdybde nået på dækket, som herefter skal udskiftes.
Det udløser et bødeforlæg at køre med nedslidte dæk,  kr. 1000,00 pr. dæk, efter færdselsloven §67 stk. 2
Det anbefales fra forskellige interesseorganisationer og virksomheder, blandt andet Forenede Danske Motorejere og dækforhandlere, at der ikke køres på dæk, som har en mønsterdybde på mindre end 3 mm.